# Åh, i morron kväll
Åh, i morron kväll ... är en svensk film från 1919 i regi av John W. Brunius.  

## Om filmen
Filmen premiärvisades 8 december 1919 i Göteborg och Stockholm. Filmen spelades in vid Skandiaateljén på Långängen Stocksund med exteriörer från Operaterrassen, Hasselbacken och S:t Eriksbron i Stockholm av Hugo Edlund. Som förlaga har man kompositören Harry Carlton och sångtextförfattaren Anita Halldén svensk text till sången Oh, Tomorrow Night (Åh, i morgon kväll), från 1918. Filmen gavs självklara uppslag till ackompanjemang för biografmusikerna med kända kupletter ur Ernst Rolfs repertoar.

## Rollista (i urval)
- Ernst Rolf – Ernst Rolf, toffelhjälte
- Mary Gräber – Josefina, Ernst Rolfs hustru
- Eric Lindholm – Boman
- Hulda Malmström – svärmor
- Gucken Cederborg – dam på Operaterrassen
- Jean Grafström – vicevärden
- Eva Eriksson – förförisk dam på Hasselbacken
- Anna Diedrich – Rolfs hushållerska

## Musik i filmen
- Oh, Tomorrow Night (Åh, i morgon kväll), kompositör Harry Carlton, officiell svensk text 1918 Björn "Nalle" Halldén egentlig svensk text 1918 Anita Halldén
- Celle que j'aime est parmi vous (Mitt svärmeri är alltså här), kompositör Vincent Scotto, fransk text Henri Christiné svensk text Ernst Rolf
- Why Can't We Have the Sea in London? (Ursäkta, mitt namn är Boman), kompositör Fred Godfrey, engelsk text Fred Godfrey och Billy Williams svensk text Ture Nerman